# Megadolodus
Megadolodus es un género extinto de proterotérido, una familia extinta de mamíferos de pezuña nativos de Suramérica (meridiungulados) pertenecientes al orden de los litopternos. 

## Historia
Megadolodus fue hallado en la formación geológica Villavieja, en el yacimiento fósil de La Venta, en la actual Colombia en estratos que datan del Mioceno medio, entre 13,5 a 11,8 millones de años. Este género fue descrito en 1956 con base en el espécimen holotipo UCMP 39270, el cual corresponde solo a un fragmento izquierdo de mandíbula con el cuarto premolar, el primer molar y las raíces del segundo molar, que fue recuperado por una expediidcón de la Universidad de California liderada por el paleontólogo Robert A. Stirton. Estos escasos restos llevaron a pensar a su descriptor, McKenna en un artículo de 1956 que Megadolodus era un sobreviviente tardío de los Didolodontidae, una familia de ungulados primitivos que desapareció a fines del Eoceno, unos 25 millones de años antes que Megadolodus; de hecho su propio nombre de género significa "gran Didolodus", un género característico de esa familia. Esta idea dio pie a la especulación de que la zona tropical de Suramérica actuó como un refugio para especies primitivas durante el Neógeno.
No fue sino hasta que se produjeron nuevos hallazgos en los años ochenta del siglo XX en la zona del Grupo Honda en el valle del río Magdalena en Colombia, incluidas partes de las patas, mandíbulas, dientes, vértebras, pelvis y costillas, que su anatomía general resultó mucho mejor conocida, y permitió la comparación anatómica con los litopternos, determinándose que se trataba de un proterotérido, si bien uno muy inusual. El descubrimiento de otro proterotérido similar, Bounodus enigmaticus de Venezuela, vino a confirmar que se trataba de un linaje de litopternos especializados del norte de Suramérica, los cuales se clasifican en su propia subfamilia, los Megadolodinae.

## Descripción
Pertenece a la familia de los proterotéridos, litopternos de talla pequeña a media que evolucionaron en algunos casos en animales con un vago parecido a los caballos, como es el caso de los géneros mejor conocidos, Thoatherium y Diadiaphorus. Megadolodus molariformis, la única especie conocida, por su parte se caracterizaba por sus miembros más cortos y robustos, el poseer solo entre 10 a 11 vértebras torácicas y cinco lumbares, sus grandes dientes caninos, en forma de colmillo que se afilaban entre sí y el gran hipocono en su tercer molar.
Al igual que algunos perisodáctilos como los tapires, Megadolodus poseía tres dedos en sus patas, con el eje en tercero, mientras los otros eran el segundo y cuarto, siendo más reducidos y se situaban a ambos lados de la pata, sin llegar a tocar el suelo. Estimaciones de peso basadas en la comparación de los restos de sus miembros con los de otros mamíferos vivientes sugieren una gama de peso desde 30 a 200 kilogramos, situándose más probablemente en una franja de 65 a 80 kg. El hecho de que no fuera tan esbelto como otros proterotéridos, junto con sus caninos y molares bunodontes similares a los de los actuales pecaríes sugieren que era un animal muy parecido en hábitos a los suoides modernos, viviendo en ambientes boscosos como aquellos de La Venta, y alimentándose de raíces y frutas.